# Titularbistum Bavagaliana
Das Bistum Bavagaliana (italienisch diocesi di Bavagaliana, lateinisch Dioecesis Bavagalianensis) ist ein Titularbistum der römisch-katholischen Kirche. 
Es geht zurück auf einen antiken Bischofssitz in der gleichnamigen Stadt, die sich in der römischen Provinz Byzacena befand.
| Titularbischöfe von Bavagaliana |                                                                   |                                                   |                   |                   |
| Nr.                             | Name                                                              | Amt                                               | von               | bis               |
| 1                               | Jules Leguerrier OMI                                              | Apostolischer Vikar von James Bay (Kanada)        | 21. April 1964    | 13. Juli 1967     |
| 2                               | John Baptist Hubert Theunissen SMM Titularerzbischof pro hac vice | emeritierter Erzbischof von Blantyre (Malawi)     | 14. Oktober 1967  | 19. Dezember 1968 |
| 3                               | Gabriel Wilhelmus Manek SVD Titularerzbischof pro hac vice        | emeritierter Erzbischof von Endeh (Indonesien)    | 19. Dezember 1968 | 15. Mai 1976      |
| 4                               | László Paskai OFM                                                 | Apostolischer Administrator von Veszprém (Ungarn) | 2. März 1978      | 31. März 1979     |
| 5                               | István Bagi                                                       | Weihbischof in Esztergom (Ungarn)                 | 31. März 1979     | 31. Januar 1986   |
| 6                               | Alfredo Banluta Baquial                                           | Weihbischof in Davao (Philippinen)                | 2. Februar 1988   | 1. März 1993      |
| 7                               | Aloysius Sudarso SCI                                              | Weihbischof in Palembang (Indonesien)             | 17. November 1993 | 20. Mai 1997      |
| 8                               | Thomas Joseph Flanagan                                            | Weihbischof in San Antonio (USA)                  | 5. Januar 1998    | 9. Oktober 2019   |
| 9                               | Dario Rubén Quintana OAR                                          | Weihbischof in Mar del Plata (Argentinien)        | 5. November 2019  | 21. April 2022    |
| 10                              | Bertilo João Morsch                                               | Weihbischof in Porto Alegre (Brasilien)           | 17. Mai 2022      |                   |